# Medijní tvorba

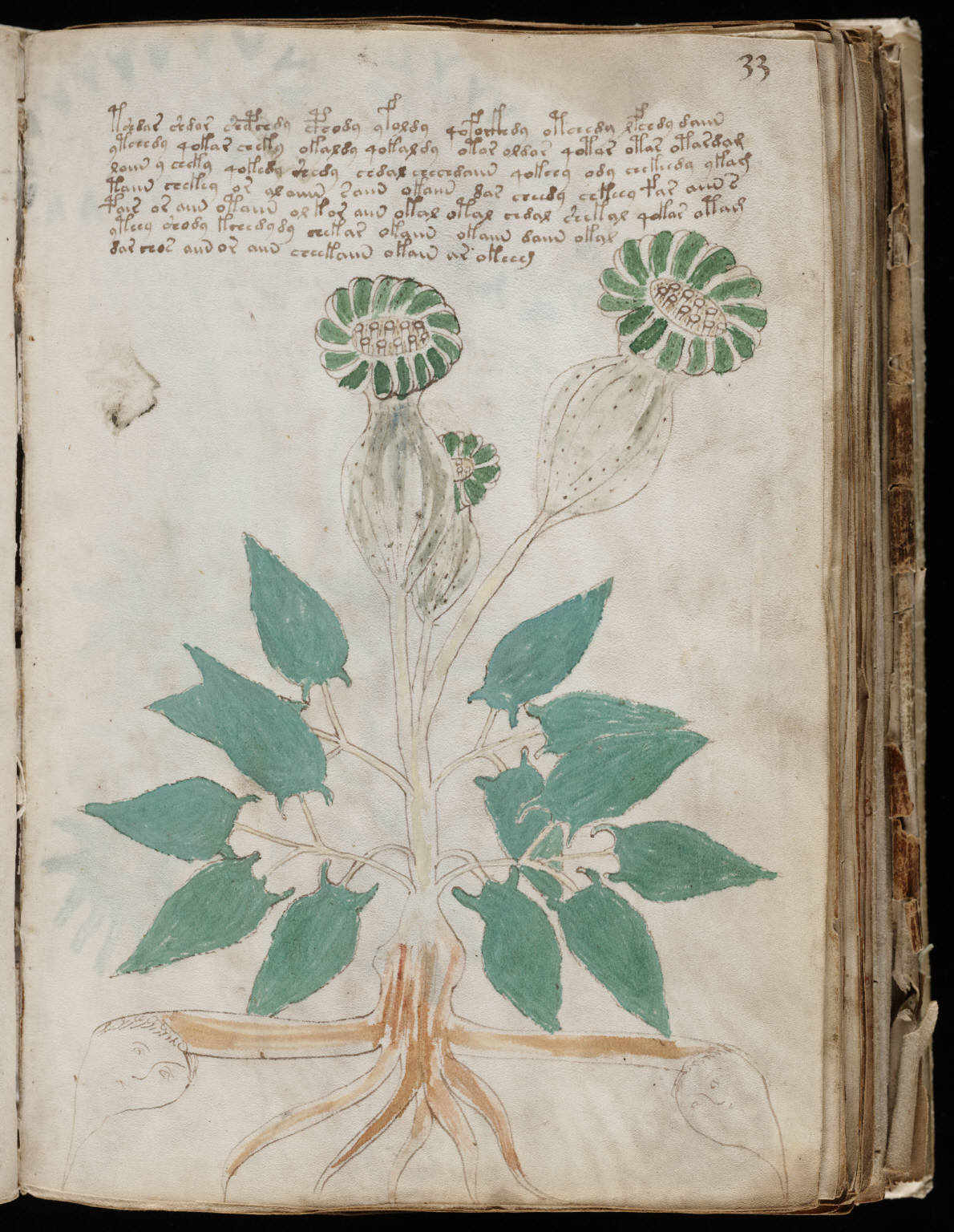
Voynichův rukopis strana 33 (ilustrační foto)

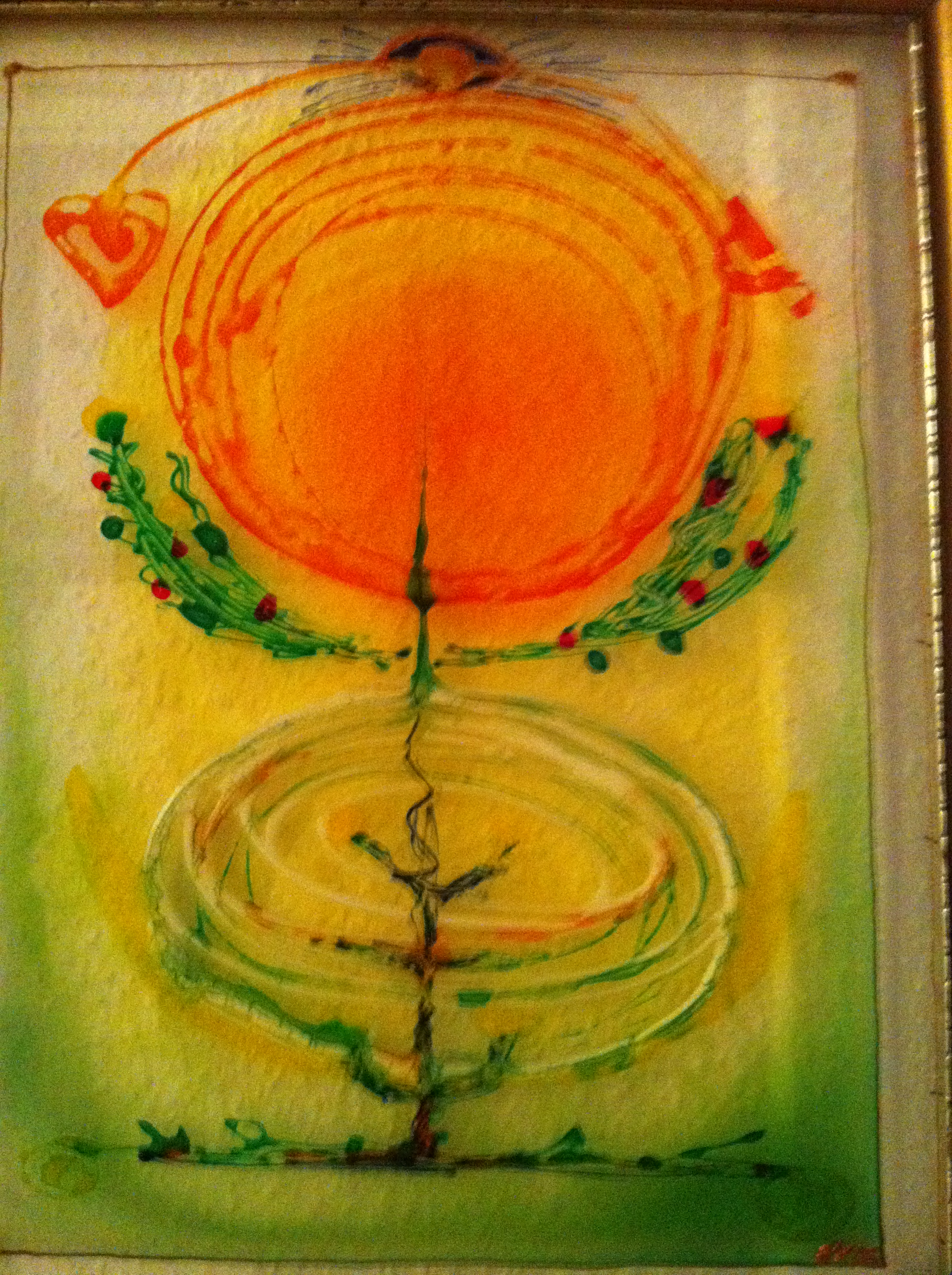
Automatická kresba na skle (ilustrační foto)

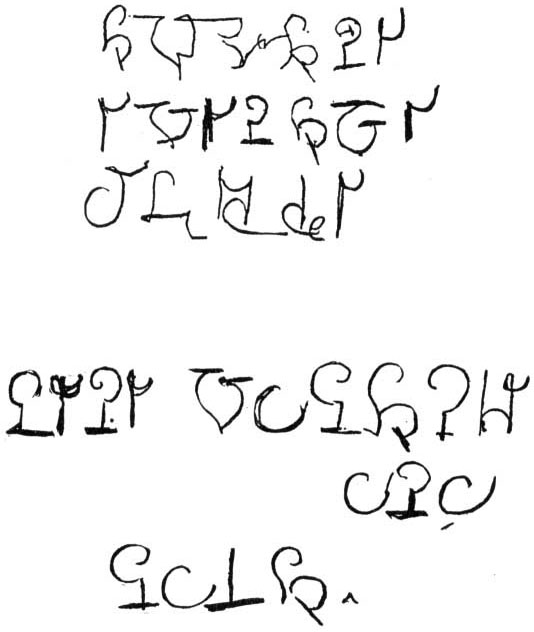
Medijní písmo pořízené médiem Hélène Smith na seanci (ilustrační foto)

Medijní tvorba (spirituální tvorba, medijní kresba, medijní malba, medijní písmo, automatická kresba) je společný název pro veškerou výtvarnou činnost neškolených osob (Art brut)  především pak spiritistických médií. Medijní kresby (malby) zobrazují vzájemně se prolínající a doplňující nadpřirozené a nerealistické předměty (objekty) ze světa rostlin, zvířat jakož i lidí. Kromě neznámých tvarů živočichů i rostlin se na těchto kresbách (malbách) často objevují i fantaskní krajinné výjevy. Rovněž bychom zde nalezli i ornamentální vzorce a symboly přecházející někdy až do mandalových schémat.
Švýcarský lékař, psychoterapeut a zakladatel analytické psychologie Carl Gustav Jung definoval medijní tvorbu jako „ideogramy nevědomých obsahů“ s tím, že jejich tvůrce (člověk) může opravdu kreslit (malovat) složité obrazy, o jejichž skutečném obsahu nemá ani tušení (zatímco během procesu tvorby – kreslení či malování – se tyto obrazy „vyvíjí takříkajíc samy ze sebe, a to často dokonce i v rozporu s vědomým záměrem“). Medijní tvorbu lze chápat také jako produkt meditace, kdy meditující (např. médium) zaznamenává sdělení, která vidí svým vnitřním zrakem. Medijní písmo (často nerozluštitelné, neboť právě nedešifrovatelný text bývá také jedním ze znaků medijního díla) je dalším produktem medijní tvorby a existuje jak samostatně tak i zakomponované přímo do medijních kreseb či medijních maleb.
Ilustrativním příkladem takovéto medijní tvorby může zřejmě být i tzv. Voynichův rukopis (především „botanická“ a „farmakologická“ část tohoto manuskriptu) kde se snoubí nerozluštitelné písmo s fantaskním zobrazením rostlin nebo jejich částí.
Medijní tvorba je sice často spojována jen se spiritistickým hnutím (vrcholícím na přelomu 19. a 20. století), ale ve výtvarném slova smyslu má také svoje místo, protože zahrnuje různé náměty z fantazijních světů, jež jsou obvykle propojeny celou řadou spirituálních vjemů. Medijní kresby a malby zachycují v umělecké tvorbě skryté nálady a mentální stavy člověka, působí zde jako záznamy a svědectví ze stavů nevědomí či z jiných extatických stavů. Teoretik surrealismu PhDr. Vratislav Effenberger definoval stav, kdy během procesu medijní tvorby je umělec v maximální míře soustředěn na své vnitřní vize, do procesu tvorby vědomě nevstupuje a je pouhým prostředníkem (médiem), jehož ruku vede určitá inteligence (božská bytost, anděl, duch elementu, kosmická bytost, ...).
Medijní projevy ve výtvarném umění zahrnují náměty fantaskních mimozemských (E.T.)  krajin, fauny, flóry, různých bytostí, ale i nejrůznějších působivých ornamentů a geometrických vzorů.  Technika a styl medijní umělecké tvorby nejsou rozhodující a autoři mohou používat nejrůznější výtvarné postupy. Forma a obsah kreseb (maleb) je důležitá a je spojena i s jistou dávkou symboliky. Při interpretaci takovýchto děl se vychází z díla samotného, z jeho topologie a ikonografie, z jeho rozporů a zvláštností i z jeho vlastní dynamiky.
S medijní tvorbou je spjat i pojem automatická kresba, která je součástí imaginativního umění. Toto umění nenapodobuje vnější skutečnost (objekty okolního světa) ale ztvárňuje skutečnost psychickou (jakýsi vnitřní model). Výsledky (původního) imaginativního umění (ornamenty a geometrické útvary) provázejí lidstvo již od doby evropského neolitu přes všechny kultury a napříč všemi kontinenty. Prožitky mysl umělce nejprve zpracuje a pak, vzápětí nebo po určité časové prodlevě, dochází k „automatickému přenosu“ na papír či plátno. Během tvorby je umělec maximálně soustředěn na své vize, dosahuje nejvyšší možné autenticity vizuálních forem nevědomých psychických dějů a současný či následný proces automatické kresby pak umožňuje nejvěrohodnější zpodobnění (zachycení na papír či plátno) těchto vizuálních forem a to i tehdy, kdy se tyto případně vymykají zažitým estetickým normám.
PhDr. Vratislav Effenberger rozlišoval „automatismus vize“ od „automatismu vytváření“:
- Při automatismu vize umělec (básník či výtvarník) nechává ve své mysli postupně ustálit obraz, jenž se pak snaží věrně reprodukovat výtvarnými či literárními prostředky.[1]
- Při automatismu vytváření se tvůrce (básník či výtvarník) snaží výtvarnými či literárními prostředky objektivně zachytit tok svých myšlenek nebo obrazů, které prýští z hlubin osobního nebo kolektivního nevědomí.[1]

Právě „automatismus vytváření“ se stal primárním tvůrčím postupem evropského uměleckého směru nazvaného surrealismus.  Jeho základy položil francouzský básník a prozaik André Breton v Surrealistickém manifestu (z roku 1924), kde surrealismus definoval jako „čistý psychický automatismus“, jímž má být vyjádřen, ať slovně, ať písmem nebo jakýmkoli jiným (tedy i výtvarným) způsobem, skutečný průběh myšlení a to do té míry, že prvotní je „diktát myšlení“ s vyloučením kontroly vykonávané rozumem a to i mimo jakékoli estetické nebo mravní zaujetí.
Postupy a nesporné znaky medijní tvorby se kupříkladu nalézají v uměleckých dílech českého malíře, grafika a ilustrátora Františka Kupky a také v díle (zejména malířském) českého fotografa a mystika Františka Drtikola.
Metod automatické kresby využívá alternativní medicína jako jeden z diagnostických prostředků, jimiž někteří léčitelé (a senzibilové) určují zdravotní stav svých klientů (např. stav aury, energie a směr její rotace v čakrách, ...) nebo touto technikou vytvářejí „léčivé a harmonizační“ obrázky. Klasická medicína, především psychiatrie, tuto metodu využívá jako podpůrný prostředek například ke zjišťování nálad vyšetřovaného pacienta. V komerčním světě existují kurzy automatické kresby, které se skrývají pod pojmem „kreslení pravou hemisférou“ (levá – rozumová – mozková hemisféra se procesu automatického kreslení nemá účastnit).